# Vándorpartfutó

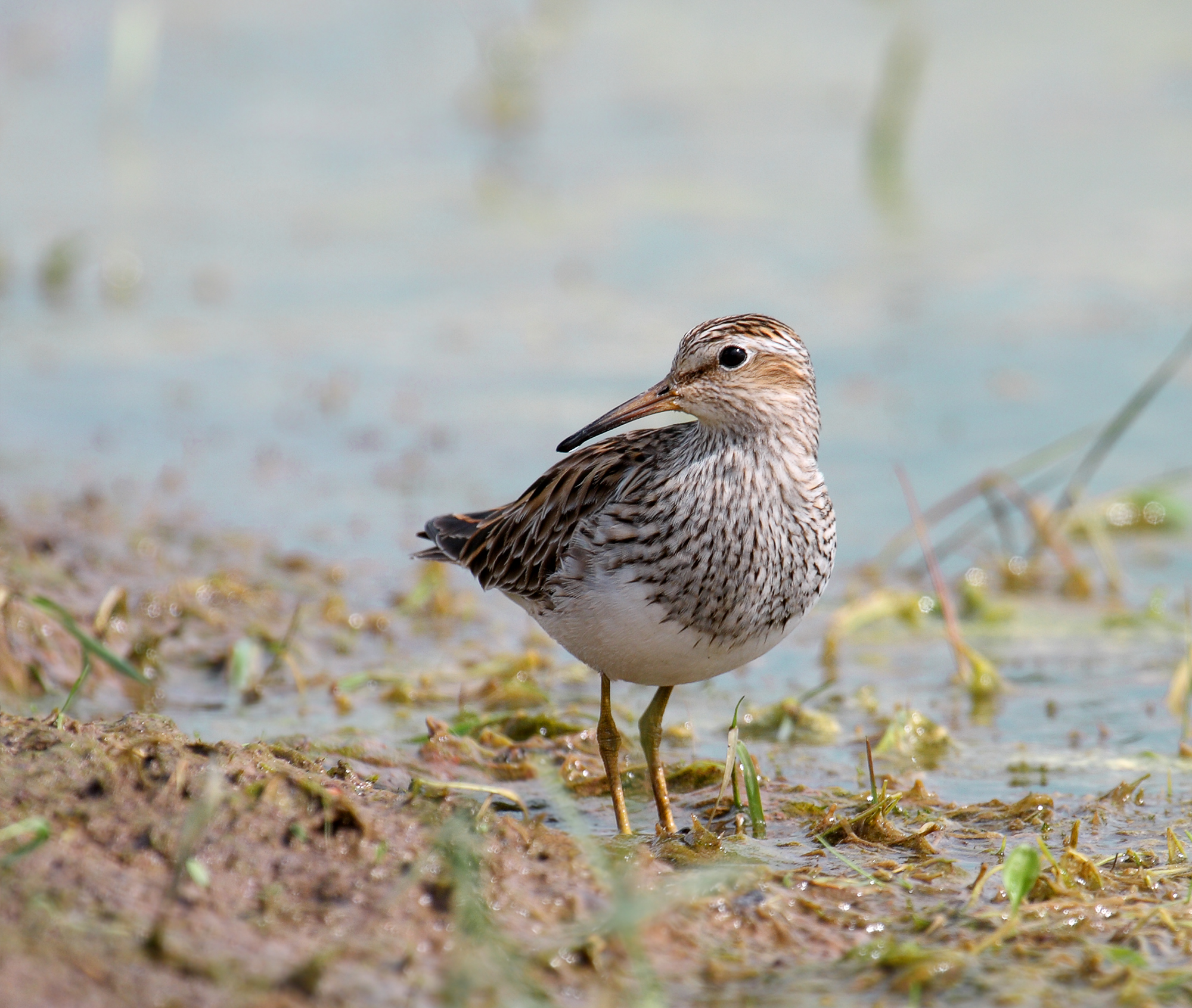

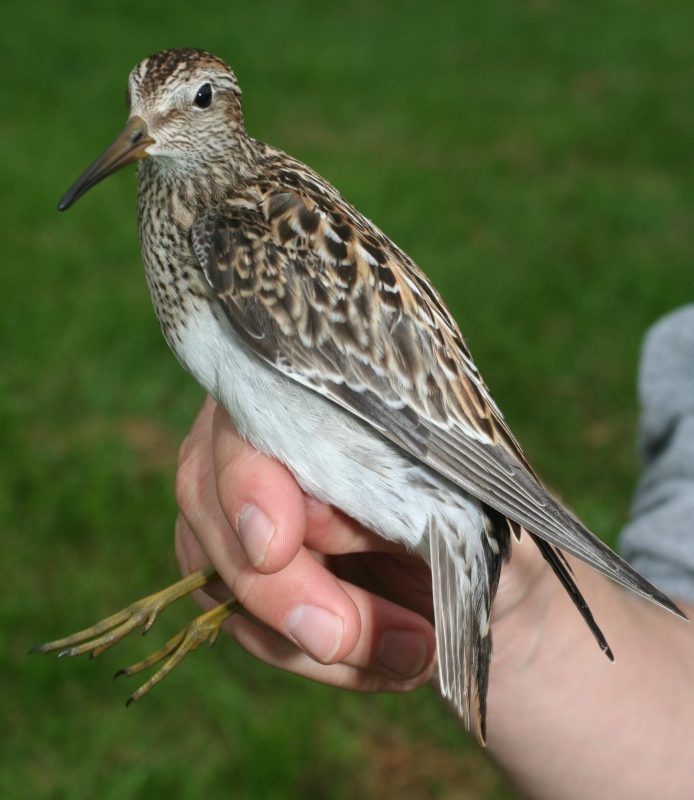
Mekszikópusztán gyűrűzött fiatal vándorpartfutó

A vándorpartfutó (Calidris melanotos) a madarak (Aves) osztályának lilealakúak (Charadriiformes) rendjébe, ezen belül a szalonkafélék (Scolopacidae) családjába tartozó faj.

## Rendszerezése
A fajt Louis Pierre Vieillot francia ornitológus írta le 819-ben, a Tringa  nembe Tringa melanotos néven.

## Előfordulása
Észak-Amerika és Szibéria tundráin fészkel. Az amerikai populáció Dél-Amerikába, az ázsiai Afrikába vonul. Kóborlásai során eljut Európába is.

### Magyarországi előfordulása
Európában és hazánkban is ez a leggyakoribb transzatlanti kóborló partimadárfaj. Nagy-Britanniában 1958 és 1992 között 1760 adata volt (csak 1984-ben százötven előfordulása vált ismertté). Európában többnyire fiatal madarak jelennek ősszel (szeptemberben és október elején), de minden hónapban előfordult már.
Magyarországon eddig közel ötvenszer látták, nagyrészt (az esetek 88%-ában) magányos példányait. Négy alkalommal (9%) két-két példány volt együtt, egyszer (2%) pedig három. Érdekesség, hogy 1999. október 10-én két vándor partfutót egyszerre sikerült befogni és meggyűrűzni (de ezeket is látták már a befogás előtt), majd 2007 szeptemberében ugyanitt ismét három példányt gyűrűztek. Negyvenhárom előfordulása közül tizennyolc (42%) a Tiszántúlról, tizenhárom a Duna–Tisza közéről (30%), tizenkettő (28%) pedig a Dunántúlról származik. A Tiszántúlon jellemző előfordulási helyei a halastavak, különösen a Hortobágy térsége, a Duna–Tisza közén ugyancsak a halastavak és a kiskunsági tavak (de a hatvani cukorgyár ülepítőin is megfigyelték), a Dunántúlon pedig a Fertő keleti részén lévő élőhely-rekonstrukciós területen került többször elő (megfigyelték még a Ferencmajori-halastavakon, a Kis-Balatonon, a Balaton partján, a Rétszilasi-halastavakon és Dinnyésen is). Megfigyelései az utóbbi években gyakoribbá váltak.

## Megjelenése
Testhossza 19–23 centiméter, szárny fesztávolsága 37–45 centiméter, a hím testtömege 45–126 gramm, a tojóé 31–97 gramm. Mérete hasonló, mint a hazánkon jelentős számban átvonuló havasi partfutóé, de a gyakorlott megfigyelők számára aránylag könnyen megkülönbözteti őket. Csőre majdnem egyenes, hossza kb. a fej hosszával egyező (a havasi partfutóé sokkal hosszabb és határozottan lefelé hajlik), töve sárgás színű, akárcsak a lába. Jellegzetes a begy sűrűn, sötéten vonalkázott mintázata, amely éles határvonallal válik el a has hófehér színétől. Hátát a több partfutó fajra is jellemző, 'V' alakú mintázat díszíti, farkcsíkja osztott.

## Életmódja
A költőterületre érkezve a hím hozzákezd a násztevékenységhez. Amikor a hó elolvad és a tundrát borító mohaszőnyeg 5–7 cm mélységig felenged, elfoglalja revírjét. Az intenzív revírtartás és udvarlás június közepére esik.
A fészek helyét a tojó választja ki. Ez rendszerint a tőzegmohalápon a mohával és a fűvel borított rész határzónájában van. Magát a fűszálakból, nyír- és fűzlevelekből épített fészket rendszerint egy nagyobb fűcsomó ráhajló, tavalyi levelei rejtik el.
Négy, a földön fészkelő fajokra jellemzően rejtőszínű és -mintázatú tojását délebbi költőterületein június elején, az északi részeken inkább június második felében rakja le. 21-23 napig kotlik, a fiókák ugyanennyi idő alatt fejlődnek röpképessé.

### Vonulása
Az észak-szibériai populációk telelő területe Dél-Afrikában, kisebbrészt Ausztráliában van, ahová délkeletről érkeznek, így valószínűtlen, hogy a nálunk felbukkanó egyedek innen származnának. Ez a leggyakoribb olyan, Észak-Amerikában fészkelő faj, amely Európában megjelenik.
Az észak-amerikai partimadárfajok őszi vonulási stratégiáit elemezve nyilvánvalóvá vált, hogy az Európában – főleg a Brit-szigeteken – leggyakrabban előforduló észak-amerikai partimadarak azok közül azok a fajok közül kerülnek ki, amelyek Észak-Amerika távoli északi, északnyugati tájain fészkelnek, és vonulásuk első szakaszában Észak-Amerikában határozottan keleti-délkeletnek haladnak. E madarak közül egyesek az atlanti partokra kiérve továbbsodródnak (repülnek) a tenger fölé, ahol az észak-atlanti ciklonok felkapják és északkeletnek, a Brit-szigetek délnyugati részeire sodorják őket. E madarak további amerikai vonulási útjáról kézenfekvő lenne azt feltételezni, hogy Észak-Amerika keleti partjain dél-délnyugatnak fordulnak a kontinens keleti partjai mentén, majd a Nagy- és a Kis-Antillákon át jutnak el dél-amerikai telelő területeikre. Sok madárfaj valóban ezt is teszi, de feltűnt, hogy az Európában felbukkanó észak-amerikai partimadárfajok Észak-Amerika keleti partjain is meglehetősen ritkák. A kutatók kiderítették, hogy ezek a fajok az őszi vonuláson Észak-Amerika keleti partjairól három-négy napig folyamatosan repülve érik el Dél-Amerika északi partjait, mégpedig úgy, hogy közbe mélyen besodródnak az Atlanti-óceán fölé. Az Atlanti-óceánnak az északi félteke 30. és 60. szélességi köre közötti északi részén – az ún. „nagy földi légkörzés” egyik elemeként – tartós északnyugati szelek fújnak, és itt alakulnak ki – az őszi időszakban szinte folyamatosan – azok a mérsékelt égövi ciklonok, amelyek kelet felé mozogva elérik Nyugat-Európát.
A vonulás főleg a hidegfrontok átvonulása után erőteljes, amikor a madarak a már említett erős északnyugati hátszéllel haladhatnak (amivel sok energiát takarítanak meg). Kezdetben délnek, illetve délkeletnek haladnak. Az Észak-Amerika keleti partjai mentén különböző szigetekről, hajókról és tengeri fúrótornyokról végzett radarmegfigyelésekkel kiderítették, hogy az északnyugati hátszéllel délkeletnek repülő madarak az Atlanti-óceán fölött a 25-30. északi szélesség tájékán nyugat-délnyugatnak fordulnak, hogy a 30. szélességi kör és az Egyenlítő között fújó északkeleti-keleti passzátszéllel érjék el a dél-amerikai partokat. Ha az induláskor vagy az óceán fölött a madarak túlságosan közel kerülnek egy mérsékelt övi ciklon alacsony nyomású központjához, és — mivel abban a szél a ciklon belseje felé fúj — nem tudják azt elhagyni, a keletre mozgó ciklon átsodorhatja őket Európa partjaira. Az óceán fölé kisodródott, elfáradt madarak közül sok a tengerbe hullik és elpusztul (az énekesmadarak nyilván nagyobb arányban, mint a parti- és más vízimadarak), csak néhány ér el Európába.
Míg Észak-Amerika keleti partjairól a fent említett stratégiát követő partimadarak délkeletnek, az énekesmadarak inkább déli-délnyugatnak repülnek. Az az óceán fölé kisodródó és ott elfáradó vagy viharba kerülő énekesmadarak ugyanis elpusztulnak, a partimadarak viszont túlélhetik a vízre szállást.